# Pont del Molí del Puig (Gisclareny)
Pont del Molí del Puig és una obra de Gisclareny (Berguedà) inclosa a l'Inventari del Patrimoni Arquitectònic de Catalunya.

## Descripció
Pont d'un sol ull de dimensions no gaire grans amb un parament de grans carreus de pedra disposats en filades. Aquest és el pont del molí del Puig, situat molt a prop seu.

## Història
En algun moment indeterminat es modificà la seva estructura de forma parcial.